# Pierre-Michel Lasogga
Pierre-Michel Lasogga (15 de diciembre de 1991) es un futbolista alemán que juega como delantero para el F. C. Schalke 04 II de la Regionalliga West.

## Clubes
| Club                        | País       | Año       |
| --------------------------- | ---------- | --------- |
| Bayer 04 Leverkusen II      | Alemania   | 2009-2010 |
| Hertha de Berlín            | Alemania   | 2010-2014 |
| Hamburgo S. V. (cedido)     | Alemania   | 2013-2014 |
| Hamburgo S. V.              | Alemania   | 2014-2019 |
| Leeds United F. C. (cedido) | Inglaterra | 2017-2018 |
| Al-Arabi S. C.              | Catar      | 2019-2021 |
| Al-Khor S. C.               | Catar      | 2021-2022 |
| F. C. Schalke 04 II         | Alemania   | 2023-     |